# 張冕 (嘉靖進士)
張冕（1513年—？），字莊甫，號惺吾，福建泉州府晉江縣人，軍籍，明朝政治人物。

## 生平
嘉靖十九年（1540年）庚子科福建乡试第六名举人，嘉靖二十六年（1547年）登丁未科會試第288名，三甲172名進士。禮部觀政，授新淦知县，调乌程縣知縣，抵禦倭寇進犯，升任桂林府同知。因抵抗张琏盜亂，擢为广东兵备佥事，連續進攻潮阳、惠来二地，獲得勝利。四十一年（1562年）十月论平广贼张琏功，升俸一级。升湖广左参议，以事谪化州知州。
起复广西佥事，隆庆元年（1567年）二月升任广西右参议，分巡右江，為百姓愛戴。二年正月以考察不及闲住。

## 家族
曾祖張福，縣丞；祖父張旺，貢士；父張元瑩，母曾氏；繼母楊氏。具庆下。弟张昂。子张维祖。